# World of Goo

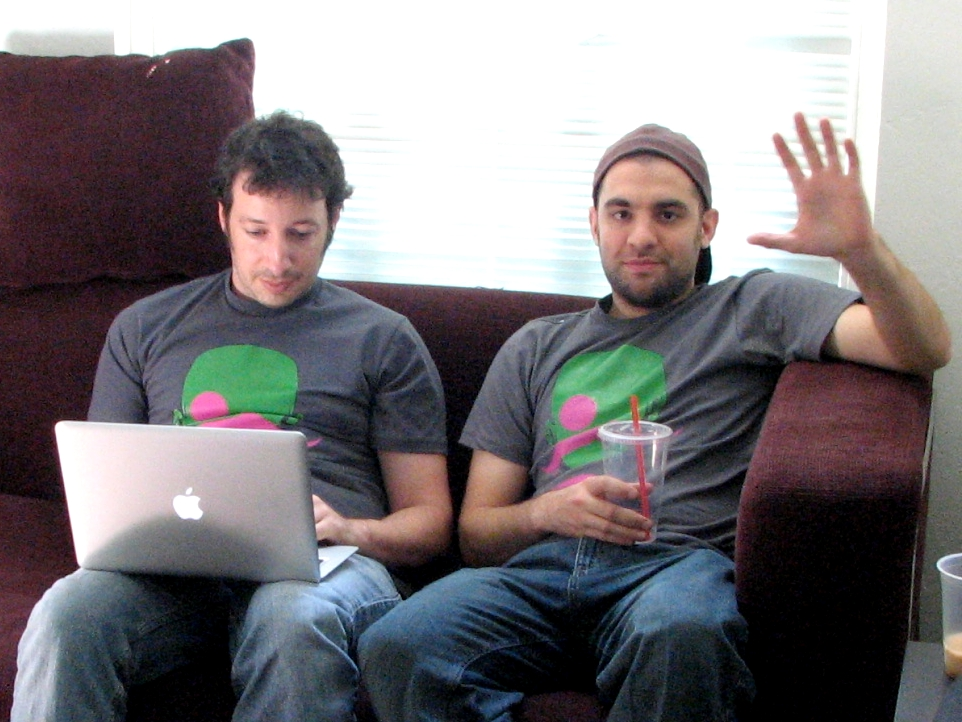
Kyle Gabler i Ron Carmel

World of Goo – komputerowa gra logiczna wyprodukowana i wydana w 2008 roku przez studio 2D Boy na komputery osobiste (Linux, OS X i Windows) oraz platformy mobilne (Android i iOS). W 2017 została wydana na konsolę Nintendo Switch. Jej wersja na konsolę Wii została wydana przez Nintendo. Twórcami gry są byli pracownicy koncernu Electronic Arts, Kyle Gabler i Ron Carmel, którzy po stworzeniu Tower of Goo oraz Tower of Goo: Unlimited postanowili wydać pełną grę. Gra dostępna jest w wersji pudełkowej, w sprzedaży elektronicznej i poprzez usługę WiiWare. Producenci zrezygnowali z zabezpieczenia gry (DRM). Gra jest oparta na silniku fizyki Open Dynamics Engine.
8 grudnia 2023 producent zapowiedział kontynuację World of Goo. 2 sierpnia  2024 roku wydano World of Goo 2.

## Rozgrywka

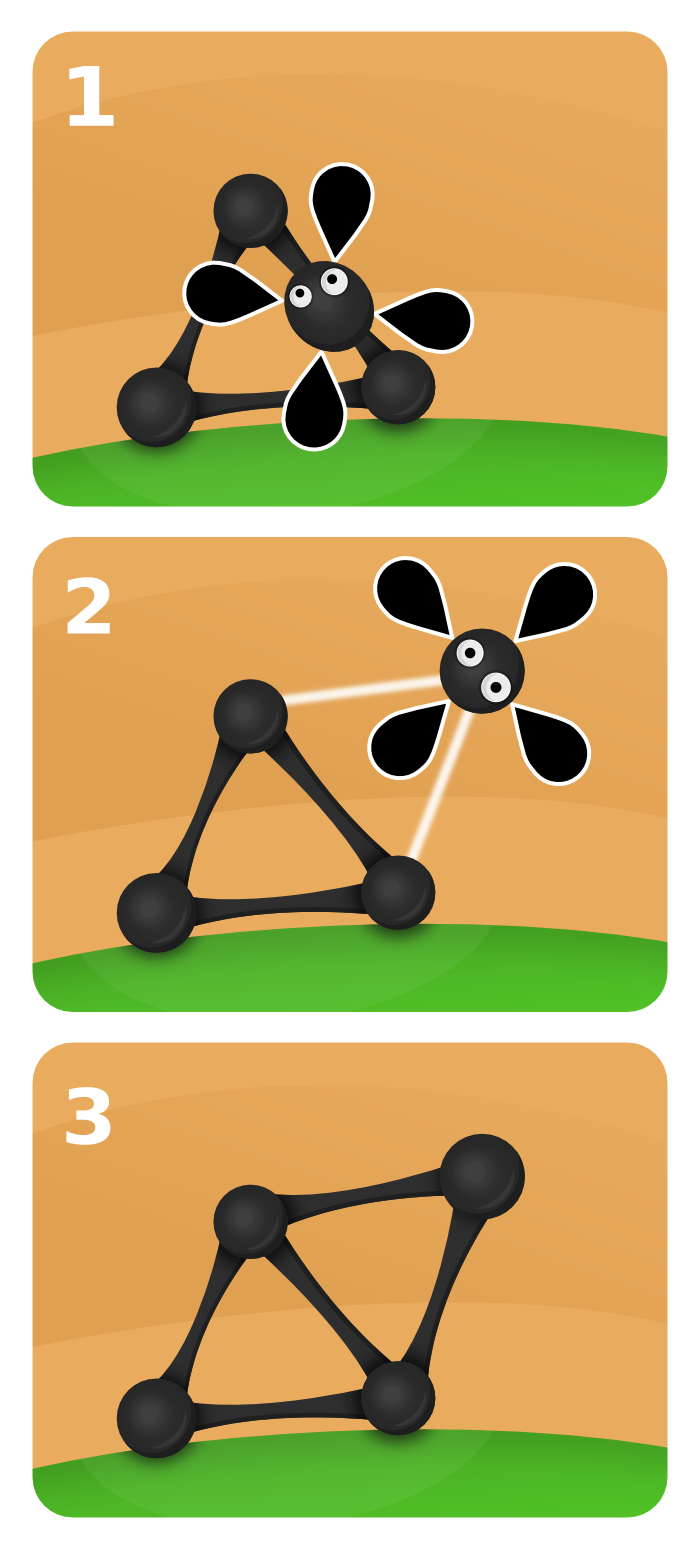
Grafika przedstawiająca łączenie Glutów

World of Goo to komputerowa gra logiczna. Na każdym poziomie gracz otrzymuje określoną liczbę kulek zwanych Glutami. Należy wykorzystać je w taki sposób, aby dotrzeć do rury pneumatycznej i ocalić wystarczającą ich liczbę. W zależności od rodzaju Glutów, łączą się one ze sobą za pomocą odnóży tworząc zwartą konstrukcję. Grając w World of Goo należy pamiętać o różnych prawach fizyki, na przykład o prawie powszechnego ciążenia. Stworzenie zbyt wysokiej konstrukcji, bez zachowania jakichkolwiek proporcji, kończy się jej zawaleniem. Gra podzielona jest na 4 rozdziały i epilog. Każdy z rozdziałów zawiera kilkanaście poziomów. Zawiera ona również specjalny poziom (Światowa Korporacja Glut), w którym można stworzyć największą wieżę, jaką gracz w stanie zbudować oraz połączyć się z internetem, aby tę wieżę porównać z budowlami innych graczy.
W trakcie rozgrywki gracz może skorzystać ze świetlików, które cofają ostatni wykonany przez gracza ruch, a w dalszym etapie – z gwizdka przywołującego w przyspieszonym tempie Gluty. Możliwe jest poprawianie szybkości wykonania etapu i liczby ocalonych Glutów.

### Gra wieloosobowa

#### Wii
Gra posiadała tryb wieloosobowy pozwalający na wspólne przechodzenie poziomów, wspierała także WiiConnect24.
Gra wykorzystywała wyłączone 20 maja 2014 roku Nintendo Wi-Fi Connection.

### Nintendo Switch
Wersja na Nintendo Switch wspiera lokalną grę wieloosobową.

## Odbiór gry
Zarówno wersja na Wii, jak i Windows World of Goo otrzymała uznanie krytyków, utrzymując łączny wynik z Metacritic odpowiednio 94/100 i 90/100.
Eurogamer nazwał World of Goo „najnowszym, najczystszym i najbardziej błyskotliwym prezentem fizyki”. IGN powiedział o wersji na Wii „World of Goo jest niesamowitą grą WiiWare, którą po prostu musisz kupić, ponieważ jest to dokładnie ten rodzaj oprogramowania, który potrzebuje zarówno uznania, jak i wsparcia”, znajdując jedynie drobną wadę w kontroli kamery i braku edytora poziomów.
1UP.com nazwał World of Goo „jedną z zaledwie garstki naprawdę doskonałych oryginalnych gier na Wii”. Nintendo World Report skrytykował „powolny start” gry, ale poza tym pochwalił ją jako „z łatwością najlepszą grę WiiWare do tej pory i, być może, jedną z najlepszych gier tej generacji”. Resolution Magazine określił ją mianem „natychmiastowego klasyka”, przyznając jej 90%. Official Nintendo Magazine przyznał wersji na Wii ocenę 95%, twierdząc, że jest „praktycznie bezbłędna”. Magazyn umieścił ją również na 83. miejscu wśród najlepszych gier dostępnych na platformach Nintendo.

World of Goo zdobyło wiele nagród. Na Independent Games Festival 2008, World of Goo zdobyło Seumas McNally Grand Prize, Design Innovation Award i Technical Excellence. W rezultacie, 2D Boy znalazło wydawców, choć wcześniej ich pomysły były odrzucane. Gra zdobyła nagrodę dla najlepszej gry niezależnej podczas Spike TV Video Game Awards zdobyła też sześć nagród dla Wii i jedną dla PC, w tym Best Puzzle Game, Best Artistic Design, Best WiiWare Game, Best New IP, Most Innovative Design i Game of the Year od IGN. GameSpot przyznał jej tytuł najlepszej gry, w którą nikt nie grał. Gra znalazła się w zestawieniu 50 najlepszych gier 2008 roku Eurogamera na dziesiątym miejscu. W 2010 roku, gra została włączona jako jeden z tytułów do książki 1001 Video Games You Must Play Before You Die. 

## Ścieżka dźwiękowa
| Nr  | Tytuł utworu                                           | Długość |
| --- | ------------------------------------------------------ | ------- |
| 1.  | „World of Goo Beginning”                               | 1:09    |
| 2.  | „The Goo Filled Hills”                                 | 0:25    |
| 3.  | „Brave Adventurers”                                    | 1:07    |
| 4.  | „Another Mysterious Pipe Appeared”                     | 1:18    |
| 5.  | „World of Goo Corporation”                             | 0:17    |
| 6.  | „Regurgitation Pumping Station”                        | 3:40    |
| 7.  | „Threadcutter”                                         | 0:55    |
| 8.  | „Rain Rain Windy Windy”                                | 2:45    |
| 9.  | „Jelly”                                                | 2:38    |
| 10. | „Tumbler”                                              | 1:52    |
| 11. | „Screamer”                                             | 1:36    |
| 12. | „Burning Man”                                          | 1:49    |
| 13. | „Cog in the Machine”                                   | 4:03    |
| 14. | „Happy New Year (tm) Brought to You by Product Z”      | 0:55    |
| 15. | „Welcome to the Information Superhighway”              | 1:56    |
| 16. | „Graphic Processing Unit”                              | 1:06    |
| 17. | „Years of Work”                                        | 3:39    |
| 18. | „My Virtual World of Goo Corporation”                  | 1:05    |
| 19. | „Hello, MOM”                                           | 0:06    |
| 20. | „Inside the Big Computer”                              | 2:21    |
| 21. | „Are You Coming Home, Love MOM”                        | 3:02    |
| 22. | „Ode to the Bridge Builder”                            | 1:25    |
| 23. | „The Last of the Goo Balls and the Telescope Operator” | 1:00    |
| 24. | „Best of Times”                                        | 3:41    |
| 25. | „Red Carpet Extend-o-matic”                            | 4:04    |
| 26. | „World of Goo Corporation’s Valued Customers”          | 0:13    |
| 27. | „World of Goo Ending”                                  | 1:09    |
|     |                                                        | 49:16   |